# Bertsozale Elkartea
La asociación Euskal Herriko Bertsozale Elkartea (EHBE), denominación que en español quiere decir "asociación de amigos del Bertsolarismo de Euskal Herria", es una asociación cultural vasca con sede en el edificio Subijana de la población  de Villabona (Guipúzcoa) España. Tiene como finalidad el trabajar por la promoción del bertsolarismo, aspecto relevante de la cultura vasca.

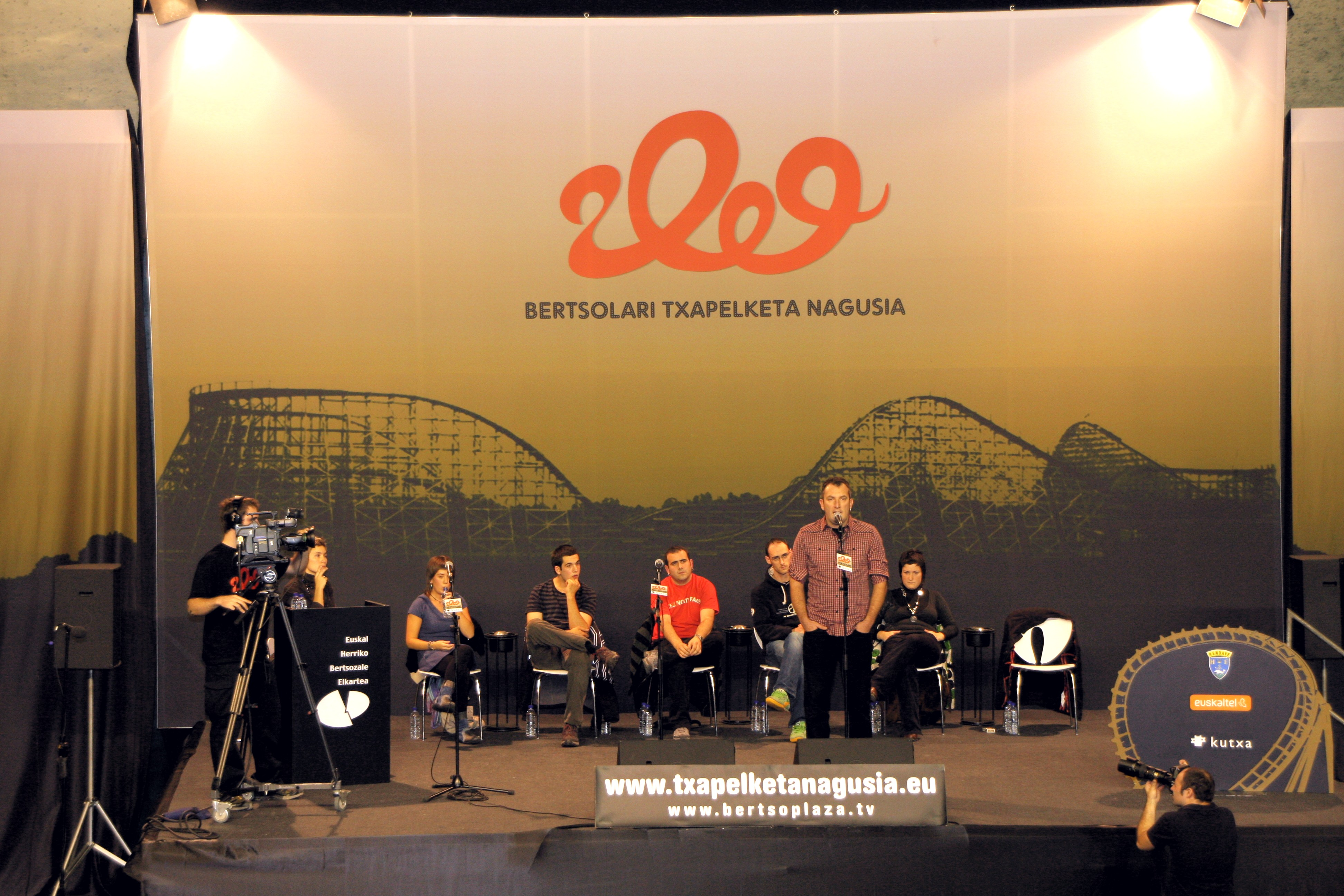
Campeonato de bertsonaris 2009 organizado por la Euskal Herriko Bertsozale Elkartea.

## Definición
Bertsozale Elkartea es una asociación cultural bajo la figura jurídica de "asociación sin ánimo de lugro" que agrupa a 2400 bertsolaris y aficionados a esta disciplina cultural. Se fundó en 1987 y desde sus inicios ha mantenido el objetivo de impulsar y desarrollar el bersoralismo a través del mantenimiento del patrimonio oral que se ha heredado en esta disciplina cultural.
Su actividad se desarrolla mediante tres diferentes ejes; la difusión, la transmisión y la investigación.

### La difusión
La difusión del bertsolarismo se realiza mediante la organización de campeonatos y certámenes (denominados en vascuence "Bertsolari Txapelketak") y la organización del "Bertso Eguna" (día del verso). 
Desde Bertsozale Elkartea se promueven acuerdos con los medios de comunicación y se ofrece servicios para organizar actuaciones mediante "lanku", espacio web de ayuda y apoyo.

### La transmisión
La transmisión se considera como parte fundamental y básica para el mantenimiento de esta tradicional disciplina cultural. En esta transmisión tiene como pilar básico la creación y mantenimiento de las "bertso-eskolak" (escuelas de versos o de bertsolaris) fomentando el aprendizaje en la enseñanza reglada y encauzando la programación en el tiempo libre.

### La investigación
Como actividad complementaria pero importante se potencia la investigación y estudio sobre el bertsolarismo centrándose en la recopilación de documentación. El núcleo de este eje de actuación de la asociación es el centro de documentación centro de investigación sobre la oralidad Xenpelar Dokumentazio Zentroa que se inauguró en 1990 y se ubica en las instalaciones del edificio Subijana.
Xenpelar, que forma parte del proyecto Mintzola, investiga y desarrolla la tradición cultural vasca de transmisión oral y está promocionado por el Gobierno Vasco, el Ayuntamiento de Villabona y la Diputación Foral de Guipúzcoa.